# الظهرة السفلى (ظلمة)

تعديل مصدري - تعديل

الظهرة السفلى  هي إحدى حارات حي ظلمة بمدينة ظلمة أحد مدن محافظة إب، بلغ تعداد سكانها 321 نسمة حسب تعداد اليمن لعام 2004.